# Lycaena charybdis
Lycaena charybdis är en fjärilsart som beskrevs av Otto Staudinger 1886. Lycaena charybdis ingår i släktet Lycaena och familjen juvelvingar. Inga underarter finns listade i Catalogue of Life.